# Цирк Никитиных (Москва)
Цирк Ники́тиных — знаменитый цирк братьев Никитиных, открытый в Москве в 1886 году, заложивший основы отечественного циркового дела. С 1911 по 1926 год располагался по адресу Большая Садовая, 18. По состоянию на май 2017 года в этом здании находится Московский академический театр сатиры.

## История

Мемориальная доска братья Никитины в Саратове на доме 39 проспекта Кирова, март 2016

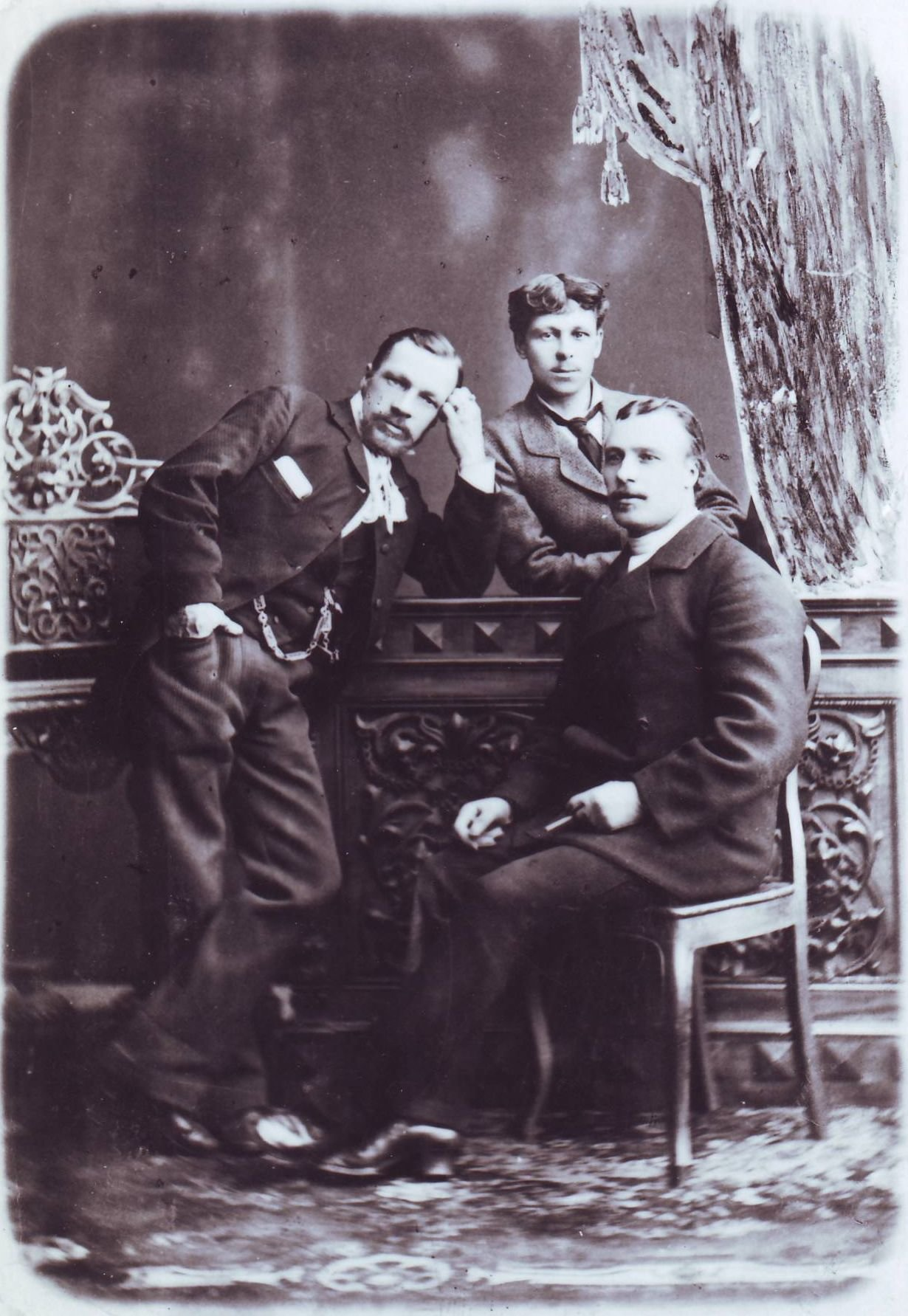
Братья Никитины (Дмитрий, Петр, Аким). Конец 1870-х гг.

Братья Дмитрий Александрович, Аким Александрович и Пётр Александрович Никитины начали свою цирковую карьеру, выступая в кукольном театре, в балаганах, а затем и в цирках. К моменту открытия цирка в Москве они определились с амплуа: Дмитрий был атлетом, Аким — жонглером, Пётр — шпагоглотателем и гимнастом на трапеции. Также братья втроём исполняли сложные акробатические номера.
В 1886 году братья сняли здание бывшей панорамы «Штурм Плевны» на Цветном бульваре и в течение двух сезонов успешно конкурировали с соседним цирком Саламонского. Альберт Саламонский решил избавиться от конкурентов. За 35 000 рублей он выкупил здание панорамы и получил подписку Дмитрия Никитина, обязующую его выехать из Москвы. Никитины уехали, однако через год арендовали московский цирк Гинне на Воздвиженке. Саламонский подал в суд на Никитиных. В ходе тяжбы стало понятно, что Дмитрий Никитин был ответственным только за свой отъезд, в то время как его братья могли работать в Москве дальше. Суд возложил все издержки на проигравшего дело Саламонского.
В конце 1880-х — начале 1890-х годов Никитины отправились из Москвы в гастрольный тур по провинциальным городам и ярмаркам. В начале 1890-х годов братья разделились. Дмитрий Александрович стал держать музей-паноптикум, зверинец. Пётр Александрович прекратил цирковую деятельность. Аким Александрович стал продолжателем дела Никитиных.
В 1911 году по проекту Богдана Нилуса и Антона Гуржиенко было выстроено фундаментальное здание цирка на Триумфальной площади (Большой Садовой улице), имевшее вращающийся и опускающийся манеж, а также устройство для водяных пантомим. Аким был его директором до 1917 года, способствуя развитию русского циркового искусства и воспитанию цирковых артистов. После его смерти в 1917 году дело возглавлял, вплоть до национализации цирков, его сын Николай.
27 сентября 1919 года цирк был национализирован и переименован во 2-й Московский государственный цирк. Творческое руководство было возложено на Секцию цирка при Наркомпросе и Художественный совет. В 1926 году здание бывшего цирка занял Московский мюзик-холл, впоследствии преобразованный в Театр оперетты. В 1965 году в нём расположился Театр сатиры, а само здание (за исключением купола) было перестроено до неузнаваемости.

## Имена
В Цирке Никитиных работали такие мастера русского цирка как Владимир и Анатолий Дуровы, Виталий Лазаренко, борцы Иван Поддубный, Иван Заикин; в сезон 1898—1899 они показали 20 балетов и пантомим. В 1920-е годы с московским цирком сотрудничали поэты Владимир Маяковский, Демьян Бедный, Василий Лебедев-Кумач.

## Постановки
С 1914-го по 1918-й годы в цирке ставились военные пантомимы: «Потопление Бельгии», «Русские герои на Карпатских горах», «Взятие Львова». После Октябрьской революции наряду с возобновлением традиционных цирковых пантомим создавались новые пантомимы революционно-агитационного содержания: «Отпечаток руки, или Подлость капиталиста» (1921); «Труд и капитал» (1922).

## Литературные отсылки
В повести Михаила Булгакова "Собачье сердце" в цирк Никитина ведут Шарикова потому, что в программе нет выступления котов.
По мнению писателя Александра Васькина, именно этот цирк послужил прототипом цирка в романе Михаила Булгакова «Мастер и Маргарита», где проходил сеанс чёрной магии.